# Packard 18
Packard 18 – samochodu osobowy amerykańskiej marki Packard produkowany w latach 1909–1912. Pomyślany został jako mniejsza wersja modelu 30. Zastąpiony został modelem Dominant Six
Występował w kilku odmianach nadwozia, np. Landaulet, Runabout, Speedster, Touring.